# الدراسات الإيطالية (فلم)
الدراسات الإيطالية (بالإنجليزية: Italian Studies) هو فيلم درامي أمريكي عام 2021، من تأليف وإخراج آدم ليون. بطولة فانيسا كيربي، سيمون بريكنر، أنيكا والستن، أنابيل هوفمان، ومايا هوك.
تم عرضه لأول مرة في العالم في مهرجان تريبيكا السينمائي في 12 يونيو 2021. تم إصداره في 14 يناير 2022.

## طاقم التمثيل
- فانيسا كيربي بدور ألينا رينولدز
- سيمون بريكنر في دور سيمون
- أنيكا والستن بدور أنيكا
- أنابيل هوفمان في دور أنابيل
- مايا هوك بدور إيرين
- فريد هيكينجر بدور مات